# 上海市北蔡中学
北蔡中學是位於中華人民共和國上海市浦東新區的一所公辦高級中學。前身为江东中学，创办於1937年，當時校址位於山东路，创办人為孔君治、高克继，1941年迁至金陵西路，并增设小学部，當時學校名為江东中小学。1945年中國抗日戰爭結束后停办。1946年高克继等人利用原江东中小学的資金、校产在北蔡镇重建校舍，並取名为私立江东初级中学。1956年改名为北蔡初级中学。1958年秋扩办高中后，又分别在花木、潘姚设置分校。1993年后學校归浦东新区管轄。2010年被评为浦东新区实验性示范性高中，同年更名為上海海事大学附属北蔡高级中学。2018年成为上海市特色高中。

## 外部連結
- 官方网站